# Audovera
Audovera (periode 561-580) was de eerste vrouw van Merovingische koning Chilperik I van Neustrië, samen hadden ze vijf kinderen.
- Theudebert, (-575) stierf op het slagveld tijdens de zoveelste broederstrijd.
- Merovech, (-578) trouwde met weduw-koningin Brunhilde
- Clovis, (-580) zogezegd vermoord door Fredegonde.
- Basina, verkracht op zevenjarige leeftijd[bron?], door aanhangers van Fredegonde, zodat ze al haar erfelijke rechten kwijtspeelde. Verbannen naar het klooster.
- Childesinda

Chilperik was jaloers op zijn broers Sigebert I huwelijk met Brunhilde, de jongste dochter van de Visigotische koning Athanagild. Met de idee van een rijke bruidsschat in te lijven, liet hij zijn oog vallen op de zuster van Brunhilde, Galswintha. Fredegonde de maîtresse van Chilperik beraamde een list tijdens het doopsel van zijn dochter Childesinda, om van Audovera af te geraken. Audovera die de kerkwetten had overtreden, was verplicht af te treden en het klooster in te treden.
In 567 traden Galswintha en Chilperik te Rouen in huwelijk. Toen even later Koning Athanagild stierf, liet Chilperik, Galswintha wurgen, om met Fredegonde te kunnen trouwen. Hierna brak er een familiestrijd uit. Eerst stierf, Theudebert (575), daarna Sigebert I (575) en dan zijn zoon Merovech (578).
In 580 brak er in Gallië een epidemie van dysenterie uit. In dat jaar stierven Audovera en haar zoon Clovis, alsook vier van de zes kinderen van Fredegonde. Gregorius van Tours, de belangrijkste bron en groot tegenstander van Fredegonde, schuift alle schuld (moord) in haar schoenen